# Jász-Nagykun-Szolnok vármegyei 1. sz. országgyűlési egyéni választókerület
A Jász-Nagykun-Szolnok vármegyei 1. számú országgyűlési egyéni választókerület egyike annak a 106 választókerületnek, amelyre a 2011. évi CCIII. törvény Magyarország területét felosztja, és amelyben a választópolgárok egy-egy országgyűlési képviselőt választhatnak. A választókerület nevének szabványos rövidítése: Jász-Nagykun-Szolnok 01. OEVK. Székhelye: Szolnok

## Területe
A választókerület az alábbi településeket foglalja magába:
1. Besenyszög
2. Csataszög
3. Hunyadfalva
4. Kőtelek
5. Nagykörű
6. Rákóczifalva
7. Rákócziújfalu
8. Szászberek
9. Szolnok
10. Tiszajenő
11. Tiszavárkony
12. Tószeg
13. Vezseny
14. Zagyvarékas

## Országgyűlési képviselője
| Név              | Párt                                         | Párt        | Terminus    | Megjegyzés                                   |
| ---------------- | -------------------------------------------- | ----------- | ----------- | -------------------------------------------- |
| Dr. Bene Ildikó  |                                              | Fidesz-KDNP | 2014 – 2018 | A 2014-es országgyűlési választás eredménye: |
| Dr. Kállai Mária |                                              | Fidesz-KDNP | 2018 –      | A 2018-as országgyűlési választás eredménye: |
| Dr. Kállai Mária | A 2022-es országgyűlési választás eredménye: | Fidesz-KDNP | 2018 –      |                                              |

## Demográfiai profilja
| Iskolai végzettség                | Iskolai végzettség               | Iskolai végzettség | Iskolai végzettség | Iskolai végzettség |
| --------------------------------- | -------------------------------- | ------------------ | ------------------ | ------------------ |
|                                   |                                  |                    |                    | fő                 |
| Általános iskolát nem végezte el  | Általános iskolát nem végezte el |                    | 1424               | 1424               |
| Általános iskola                  | Általános iskola                 |                    | 12357              | 12357              |
| Szakmunkás                        | Szakmunkás                       |                    | 15797              | 15797              |
| Érettségi                         | Érettségi                        |                    | 28725              | 28725              |
| Diploma                           | Diploma                          |                    | 18307              | 18307              |
| A 2022. évi népszámlálás szerint. |                                  |                    |                    |                    |

A Jász-Nagykun-Szolnok vármegyei 1. sz. választókerület lakónépessége 2022. október 1-jén 91 825 fő volt. A 2011-es és a 2022-es népszámlálás között 8333 fővel csökkent a választókerület lakosság száma. A választókerületben a korösszetétel alapján a legtöbben a középkorúak élnek 33 630 fővel, míg a legkevesebben a gyermekek 15 215 fővel. A választókerület lakosságának a 84,8%-nál van internet elérési lehetőség.
A legmagasabb befejezett iskolai végzettség szerint az érettségi végzettséggel rendelkezők élnek a legtöbben 28 725 fő, utánuk a következő nagy csoport a diplomások 18 307 fővel.
Gazdasági aktivitás szerint a lakosság közel fele foglalkoztatott 45 192 fő, második legjelentősebb csoport az inaktív keresők, akik főleg nyugdíjasok 22 639 fővel.
A választókerület legjelentősebb nemzetiségi csoportja a cigány 1039 fő, illetve a német 351 fő. Magyar állampolgársággal nem rendelkező külföldi állampolgárok aránya 0,9%.
Vallási összetétel szerint a választókerületben lakók legnagyobb vallása a római katolikus (17 939 fő), valamint jelentős közösség még a reformátusok (4525 fő). A vallási közösséghez nem tartozók száma szintén jelentős (19 502 fő), a választókerületben a legnagyobb csoportot alkotják.

## Országgyűlési választások
| Párt                             |           | Jelölt        | Szavazatok | %     | ± %   |
| -------------------------------- | --------- | ------------- | ---------- | ----- | ----- |
| Fidesz-KDNP                      |           | Kállai Mária  | 24 972     | 46.91 | 4.82  |
| Egységben Magyarországért        |           | Sziráki Pál   | 20 864     | 39.20 | 16.21 |
| Mi Hazánk                        |           | Vincze Béla   | 3921       | 7.37  | Új    |
| MKKP                             |           | Viczán Péter  | 1545       | 2.90  | Új    |
| MEMO                             |           | Korpai Erika  | 650        | 1.22  | Új    |
| Polgári Válasz                   |           | Csikós Attila | 521        | 0.98  | Új    |
| Normális Párt                    |           | Varga Mónika  | 460        | 0.86  | Új    |
| Munkáspárt-ISZOMM                |           | Zollai András | 132        | 0.23  | 0.53  |
| Megjelent                        | Megjelent | Megjelent     | 54 064     | 69.83 | 0.42  |
| A Fidesz-KDNP tartja a körzetet. |           |               |            |       |       |

| Párt                             |           | Jelölt         | Szavazatok | %     | ± %   |
| -------------------------------- | --------- | -------------- | ---------- | ----- | ----- |
| Fidesz-KDNP                      |           | Kállai Mária   | 23 665     | 42.09 | 4.79  |
| Jobbik                           |           | Csikós Attila  | 19 746     | 35.12 | 9.49  |
| MSZP-Párbeszéd                   |           | Györfi Mihály  | 8520       | 15.15 | 13.24 |
| LMP                              |           | Kelemen István | 2028       | 3.61  | 0.88  |
| Momentum                         |           | Szekeres Éva   | 863        | 1.53  | Új    |
| Munkáspárt                       |           | Bencsik Mihály | 427        | 0.76  | 0.42  |
| Egyéb pártok                     |           |                | 978        | 1.73  | 0.96  |
| Megjelent                        | Megjelent | Megjelent      | 56 672     | 70.25 | 7.57  |
| A Fidesz-KDNP tartja a körzetet. |           |                |            |       |       |

| Párt                                |           | Jelölt         | Szavazatok | %     | ± % |
| ----------------------------------- | --------- | -------------- | ---------- | ----- | --- |
| Fidesz-KDNP                         |           | Bene Ildikó    | 19 146     | 37.3  |     |
| Összefogás                          |           | Iváncsik Imre  | 14 574     | 28.39 |     |
| Jobbik                              |           | Baráth Zsolt   | 13 157     | 25.63 |     |
| LMP                                 |           | Pető Ernő      | 2303       | 4.49  |     |
| Munkáspárt                          |           | Bencsik Mihály | 604        | 1.18  |     |
| Szociáldemokraták                   |           | Pálfi Miklós   | 176        | 0.34  |     |
| Egyéb pártok                        |           |                | 1375       | 2.69  |     |
| Megjelent                           | Megjelent | Megjelent      | 51 877     | 62.68 |     |
| A Fidesz-KDNP nyeri meg a körzetet. |           |                |            |       |     |

## Ellenzéki előválasztás – 2021
| Frakció                           |                 | Jelölő szervezetek           | Jelölt          | Szavazatok | %     |
| --------------------------------- | --------------- | ---------------------------- | --------------- | ---------- | ----- |
| DK                                |                 | DK, Liberálisok, Jobbik, MMM | Sziráki Pál     | 4092       | 63.83 |
| LMP                               |                 | LMP, ÚK                      | Tóth Áron       | 1175       | 18.33 |
| Momentum                          |                 | Momentum, MSZP, Párbeszéd    | Kármán Irén     | 1144       | 17.84 |
| Összes szavazat                   | Összes szavazat | Összes szavazat              | Összes szavazat | 6411       |       |
| Sziráki Pál nyeri meg a körzetet. |                 |                              |                 |            |       |